# گود زره
گود زره یا هامون گود زره شوره زاری در ولایت نیمروز افغانستان است که سرریز هامون هیرمند در زمان پرآبی از طریق رود شیله بدان وارد می‌شود. این دریاچه که آخرین بستر هامون به‌شمار می‌رود با ۹۳٫۴ کیلومتر طول و ۴۰٫۲ کیلومتر عرض دارای پهنایی برابر با ۱٬۲۱۹ کیلومتر مربع است و در بلندای ۴۵۴ متری از سطح آب‌های آزاد قرار دارد.
زمین‌های پیرامون گود زره عمدتا زمین حاصلخیز هستند. تراکم جمعیتی در این مناطق کمتر از ۲ نفر در هر کیلومتر مربع عنوان شده‌است. آب‌وهوای این منطقه گرم است. میانگین دمای آن °۲۵ است که در گرم‌ترین ماه سال در اوت به °۳۴ و در سردترین ماه سال در دسامبر به °۱۲ سانتی‌گراد می‌رسد. میانگین بارش در این منطقه ۹۶ میلی‌متر در سال است که مرطوب‌ترین ماه آن مارس با ۲۴ میلی‌متر و خشک‌ترین ماه ژوئیه با ۱ میلی‌متر بارش است.

## تعهدات تامین آب
بر اساس توافقنامه‌ای که در سال ۱۹۷۲ بین ایران و افغانستان امضا شد، افغانستان موظف است حداقل ۹۱۰ فوت مکعب در ثانیه (۲۶ متر مکعب در ثانیه) آب را آزاد کند. قرارداد آب رود هیرمند در سال ۱۹۷۲ بین محمد موسی شفیق و امیرعباس هویدا، نخست وزیران وقت کشور و ایران امضا شد.
نخست‌وزیران وقت کشور افغانستان و ایران. هنگامی که طالبان برای دومین بار در سال ۱۹۹۶  شهر مزار شریف را پس از بازپس‌گیری شهر از ائتلاف شمالی توسط طالبان، تهدید به حمله به تلافی قتل ایرانیانی کرد که ادعا می‌شد دیپلمات‌های مزار شریف بودند، جریان آب به ایران را برای مدت کوتاهی متوقف کردند، در زمانی که دره هلمند یک خشکسالی پنج ساله را پشت سر می‌گذاشت.